# Anii 1880

Anii 1880 au fost un deceniu care a început la 1 ianuarie 1880 și s-a încheiat la 31 decembrie 1889.